# Medico innovation
Medico Innovation er et fem-årigt program støttet af brancheforeningen Medicoindustrien, DTU, forskerparken Scion DTU, DELTA, Vækstforum Hovedstaden samt EU's Regionalfond. Medico Innovations mål er at fremme innovation og skabe vækst i den danske medtech sektor. Aktiviteterne rummer offentlige-private innovationssamarbejder, netværk samt kompetenceudvikling. Medico Innovation er regionalt funderet, men forankret i industrien og dermed landsdækkende. Samarbejde med udenlandske medtech-klynger og de danske innovationscentre i USA, Kina og Tyskland sikrer et internationalt udsyn. Medico Innovation er ledet af Martin Stenfeldt og holder til i Lyngby på DTU's campus.
| Lægevidenskab | Spire Denne artikel om lægevidenskab er en spire som bør udbygges. Du er velkommen til at hjælpe Wikipedia ved at udvide den. |